# Seznam črnogorskih nogometašev
Seznam črnogorskih nogometašev.

## A
- Slavko Arčon (1954-2019)

## B
- Boban Bajković
- Marko Bakić
- Saša Balić
- Marko Baša
- Fatos Bećiraj
- Srđan Blažić
- Vladimir Boljević
- Branko Bošković
- Draško Božović
- Mladen Božović
- Vladimir Božović
- Igor Burzanović

## Č
- Damir Čakar

## Ć
- Milan Ćalasan
- Đorđije Ćetković
- Marko Ćetković

## D
- Dejan Damjanović
- Andrija Delibašić
- Nikola Drinčić
- Anto Drobnjak

## Đ
- Radomir Đalović
- Luka Đorđević

## G
- Vladan Giljen
- Petar Grbić

## I
- Blažo Igumanović

## J
- Milovan Jakšić
- Ivan Janjušević
- Branislav Janković
- Marko Janković
- Milan Jovanović - Mrva
- Miroje Jovanović
- Nikola "Nikki" Jovanović
- Stevan Jovetić
- Vladimir Jovović

## K
- Filip Kasalica
- Mladen Kašćelan
- Ivan Kecojević
- Emrah Klimenta
- Damir Kojašević
- Miloš Krkotić

## M
- Staniša Mandić
- Adam Marušić
- Nenad Maslovar
- Milan Mijatović
- Predrag "Peđa" Mijatović
- Nemanja Mijušković
- Stefan Mugoša

## N
- Darko Nikač
- Nikola Nikezić
- Nemanja Nikolić

## P
- Savo Pavićević
- Danijel Petković
- Vukašin Poleksić

## R
- Risto Radunović
- Filip Raičević
- Vladimir Rodić

## S
- Esteban Saveljić
- Stefan Savić
- Vukan Savićević
- Marko Simić
- Borislav-Boro Spaić
- Filip Stojković

## Š
- Aleksandar Šćekić
- Aleksandar Šofranac

## T
- Žarko Tomašević

## V
- Marko Vešović
- Vladimir Volkov
- Mirko Vučinić
- Vladimir Vujović
- Nikola Vukčević
- Simon Vukčević

## Z
- Veljko Zeković
- Darko Zorić
- Elsad Zverotić